# سیارک ۱۰۰۶۷
سیارک ۱۰۰۶۷ (به انگلیسی: 10067 Bertuch، نامگذاری:1989AL6) ده هزار و شصت و هفتمین سیارک کشف شده‌است که در ۱۱ ژانویه ۱۹۸۹ کشف شد.
قدر مطلق سیارک برابر ۱۴٫۸۰ است.